# Croton samarensis
Croton samarensis är en törelväxtart som beskrevs av Airy Shaw. Croton samarensis ingår i släktet Croton och familjen törelväxter. Inga underarter finns listade i Catalogue of Life.